# Denkenreuther Feldkapelle

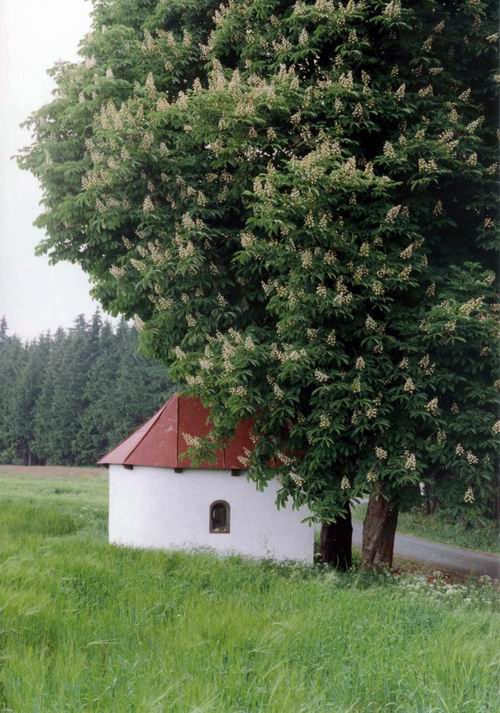
Denkenreuther Feldkapelle

Die Denkenreuther Feldkapelle ist die Kapelle „Maria Hilf“ in der Pfarrei Altenstadt an der Waldnaab (Oberpfalz) bei Denkenreuth, östlich des Barbarahofs.

## Geschichte
Vor Jahrhunderten pilgerten alljährlich an Mariä Heimsuchung (2. Juli) böhmische Wallfahrer nach Mühlberg und St. Felix bei Neustadt. Sie kamen dabei am „Böhmischen Kreuz“ vorbei, das früher an einem Baum im Wald nördlich von Denkenreuth zwischen Hutzlmühle und Barbarahof befestigt war. Dort wurde – so stellte es eine Votivtafel aus dem 18. Jahrhundert dar – ein Mann plötzlich von einem 27-jährigen Beinleiden geheilt, als er in diesem Wald, das Kreuz erblickend, einige Vater Unser und Ave Maria betete.
Der Wald und das Kreuz sind verschwunden. Heute steht in dieser Flur namens „Auf der Öd“ eine Kapelle, Maria Hilf betitelt. Als Besitzer des kleinen Grundstücks, auf dem die Feldkapelle steht, ist im Grundbuch Karl Beer aus Denkenreuth Nr. 1 (Hausname Winterpeter) eingetragen. Laut mündlicher Überlieferung erbaute diese Kapelle der Urururgroßvater des heutigen Besitzers, Johann Wolfgang Beer, der 1793, von Stöberlhof bei Wurz stammend, in das Winterpeteranwesen Denkenreuth Nr. 1 eingeheiratet hatte.

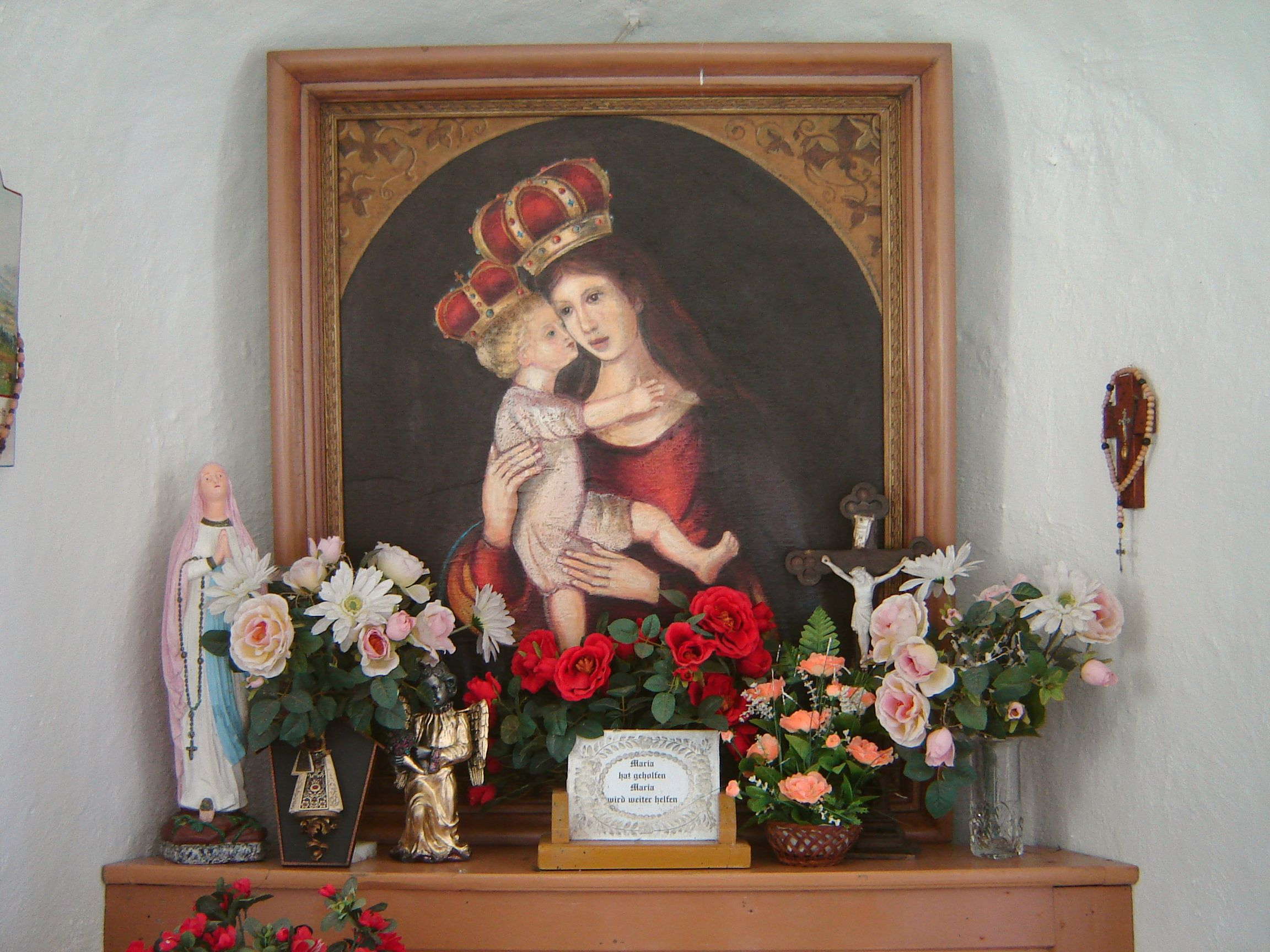
Feldkapelle Denkenreuth von Innen

Sie wird nach dem Stifter noch heute Winterpeterkapelle genannt. Als Erbauungsjahr gilt 1810, wie es auf ihrem Mauerwerk geschrieben steht. Im Bischöflichen Zentralarchiv in Regensburg befindet sich ein Brief des damaligen Pfarrers Isidor Rubenbauer von Altenstadt aus dem Jahr 1858, in dem die Dorfbewohner von Denkenreuth um die Benediktion dieser Feldkapelle baten. Darin schreibt Rubenbauer, dass diese Kapelle „schon vor mehreren Jahren“ von den „Einwohnern des Dorfes Denkenreuth“ erbaut worden sei. Außer der Antwort des Generalvikars gibt es über sie keine schriftlichen Hinweise.
Wie der Chronist Heinrich Ascherl aus Neustadt schreibt, zogen bis zum Jahre 1835 die böhmischen Wallfahrer an der Feldkapelle vorüber und beteten vor dem Bild Mariens mit dem Jesuskind.

## Gegenwart
Vor einigen Jahren wurde aus dieser Feldkapelle die oben genannte Votivtafel gestohlen. Die jetzige Votivtafel ist eine ungefähre Nachbildung.
Erhalt und Pflege der Feldkapelle liegen in den Händen der Nachfahren des Erbauers, der Familie Karl Beer.